# Coll de la Cuna
El Coll de la Cuna és una serra situada al municipi de Tivissa a la comarca de la Ribera d'Ebre, amb una elevació màxima de 453 metres.